# Verein für Landschaftspflege, Artenschutz & Biodiversität
Der Verein für Landschaftspflege, Artenschutz & Biodiversität e.V. (VLAB) (bis 2021 Verein für Landschaftspflege und Artenschutz in Bayern e. V.) hat rund 8.000 Mitglieder. Der Verband wurde von Gegnern der Energiewende gegründet. Ein Hauptziel ist, das Aufstellen von Windkraftanlagen und Photovoltaikanlagen auf Freiflächen zu verhindern.
Finanziert wird der ehrenamtlich geleitete VLAB durch Mitgliedsbeiträge und Spenden. Seit 2015 ist Johannes Bradtka Vorsitzender. Der Verband ist bayernweit und in einigen Kreisgruppen sowie seit 2018 bundesweit in einigen Landesverbänden organisiert.

## Geschichte
Der VLAB ging hervor aus einem lokalen Verein mit dem Namen Unser Hessenreuther Wald e. V., der zu einem Verein mit dem Namen Unser Hessenreuther Wald – Verein für Landschaftspflege und Artenschutz in Bayern e. V. wurde. Das Waldgebiet liegt an der Grenze zwischen den oberpfälzischen Landkreisen Neustadt a.d.Waldnaab und Tirschenreuth. Vorsitzender des Vereins war Johannes Bradtka (Forstbeamter, Aktivist und ehemaliges Mitglied des Bundes Naturschutz in Bayern). Ziel war es, den Bau einer Autoteststrecke durch den Wald und Windkraftanlagen zu verhindern. Nach dem Projekt zum Hessenreuther Wald lag der Schwerpunkt der Vereinsarbeit auf den vom VLAB behaupteten „Gefahren der Energiewende für Landschaft und Biodiversität.“
Aus den Vorläuferorganisationen entstand der Verein für Landschaftspflege und Artenschutz in Bayern e. V. (VLAB) 2015 gemeinsam mit weiteren Energiewendegegnern.
Die Gründungsmitglieder gaben an, dass die traditionellen und großen Umweltschutzverbände die ursprünglichen Ziele des Natur-, Landschafts- und Artenschutzes zugunsten der Energiewende und des Klimaschutzes hintangestellt hätten. Als Stichwortgeber fungierte Enoch zu Guttenberg für den VLAB. Er hatte 1975 den Bund für Umwelt und Naturschutz Deutschland (BUND) mitbegründet und war 2012 wegen oben genannten Eindruckes wieder ausgetreten. Die Entwicklungen, die zur Gründung des VLAB führten, gingen somit nicht ohne persönliche Konflikte vonstatten. Enoch zu Guttenberg stellte fest, dass „frühere Mitstreiter“ aus dem Bereich des Naturschutzes inzwischen zu „erbitterten Gegnern“ geworden seien. Von der Vereinsgründung bis zu seinem Tod 2018 war zu Guttenberg einer der beiden Ehrenpräsidenten des VLAB. Der andere ist Hubert Weinzierl, der von 1983 bis 1998 als Vorsitzender des BUND gewirkt hatte. Als Nachfolger zu Guttenbergs wurde im Oktober 2018 der Biologe Josef H. Reichholf zum neuen Ehrenpräsidenten des VLAB ernannt.
Der VLAB ist Mitglied der Bundesinitiative Vernunftkraft e. V., hinter der nach Aussage des Landesgeschäftsführers des BUND Brandenburg, Axel Kruschat, oft eine unverhohlene Leugnung des menschengemachten Klimawandels stehe. Auch die Grüne Liga Brandenburg ordnet Vernunftkraft und VLAB als Organisationen von Klimawandelleugnern ein.
Mit der Satzungsänderung vom 13. Oktober 2018 eröffnete der VLAB sein deutschlandweites Engagement, ohne den Namenszusatz „Bayern“ zu ändern. Faktisch übernimmt der VLAB damit gleichermaßen die Aufgaben eines Landes- wie eines Dachverbands. Die Gründung eines echten Dachverbands wird erwogen. Mit der Ausweitung des Wirkungskreises geht einher, dass zum VLAB zwei Landesverbände aus anderen Bundesländern gehören:
- der Verein für Landschaftspflege und Artenschutz in Baden-Württemberg (VLABW)[17]
- der Verein für Landschaftspflege und Artenschutz in Mecklenburg-Vorpommern (VLA-MV)[18]

Im Januar 2019 erhielt der VLAB durch das Umweltbundesamt die bundesweite Anerkennung als Umwelt- und Naturschutzvereinigung: Diese Anerkennung ermöglicht unter anderem das Recht zur Verbandsklage. „Durch die Anerkennung kann sich der VLAB bundesweit bei Bau- und Infrastrukturprojekten einbringen, wenn er Belange von Natur- und Umweltschutz betroffen sieht. So kann der Verein vor Verwaltungsgerichten gegen Genehmigungsbescheide klagen – sonst ist dies nur direkt Beteiligten wie Anwohnern möglich.“
Anfang 2020 klagte der Verein erfolglos gegen die Rodung eines Kiefernforstes für die Tesla Gigafactory Berlin-Brandenburg. Bei der öffentlichen Anhörung im Rahmen des weiteren Genehmigungsverfahrens der Fabrik wurde der VLAB im September 2020 von dem Vereinsmitglied Julia Neigel vertreten. Zuvor war er gemäß Nau.ch „vor allem durch Aktionen gegen Windkraft und als Gegner der Energiewende“ aufgefallen.
Im November 2021 benannte sich der Verein um,  um „die bundesweite Tätigkeit [der] Vereinigung aus[zu]drücken und [ihr] Engagement für die biologische Vielfalt [zu] bekräftigen“.

## Ziele
Hauptziele der Organisation sind laut Website „der Erhalt der Vielfalt, Eigenart und Schönheit von Natur und Landschaft“ und der Kampf „gegen die Auswüchse der Energiewende“. Gemäß Spiegel Online lehnt der VLAB „die Energiewende vehement ab, klagt gegen Windanlagen […] protestiert gegen den Bau von Stromtrassen“ und ist „aus Prinzip“ gegen den Elektroautohersteller Tesla.
Laut eigener Auskunft klagte der Verein im Sommer 2020 gegen 16 Windkraftprojekte. Seit der Gründung 2015 bis 2020 habe der VLAB nach Recherche einer Fernsehjournalistin allein in Bayern gegen 51 Windkraftanlagen in Bayern geklagt und so allein in Bayern 17 bereits genehmigte Projekte bis Juni 2021 wieder gestoppt.
Nach eigenen Angaben sieht der VLAB im derzeitigen Klimawandel ein „großes, global drängendes Problem“ und spricht sich generell für „einen nachhaltigen und ökologisch verträglichen Ausbau der Energieversorgung mit Erneuerbaren Energien“ aus. Gleichzeitig fordert er einen Baustopp weiterer „Windräder und großer Fotovoltaik-Freiflächenanlagen in den Kulturlandschaften und Wäldern“. Stattdessen sollen fossile Gas-und-Dampf-Kombikraftwerke ergänzt durch Biogasanlagen die Energieversorgung tragen, „bis neue Formen der nachhaltigen, umweltfreundlichen Energieerzeugung entwickelt werden“. Die Energiewende hält die Organisation für ungeeignet „zur Reduzierung des weltweiten CO2-Ausstoßes“.
Insbesondere spricht sich der VLAB strikt gegen die Nutzung der Windenergie aus und plädiert vehement für eine Beibehaltung der bayerischen 10-H-Abstandsregelung. Anstelle vom Neubau von Windkraftanlagen will der VLAB die Laufzeit von Kernkraftwerken verlängern.
Der VLAB ist zudem deutschlandweit vernetzt mit Organisationen, bei denen es Überschneidungen hinsichtlich der Ziele gibt, wie der Deutschen Wildtier Stiftung.
Ein konkretes Artenschutzprojekt des VLAB ist die Wiederansiedlung des Habichtskauzes im Naturpark Steinwald in der Oberpfalz. In mehreren Wellen wurden Tiere aus Zoos und Wildparks nach einer vierwöchigen Übergangszeit in einer Voliere in der Natur freigelassen, zuletzt sieben Vögel im Juni 2019.
Ein weiteres Engagement des Verbands ist die Prüfung von Bauvorhaben hinsichtlich der Flächenversiegelung und des Natur- und Artenschutzes. So reichte der VLAB im Sommer 2019 seine Einwendungen gegen eine Ortsumfahrung im oberfränkischen Dormitz bei der zuständigen Bezirksregierung Oberfranken ein.

## Kritik
Die Journalistin Aline Pabst beurteilte den VLAB 2024 als Greenscamming-Organisation, also als vermeintliche Naturschutzorganisation, die ihr Engagement nur vorschieben würde, "um die Energiewende auszubremsen, während im Hintergrund Unternehmen die Fäden ziehen".
Das Magazin t3n wies darauf hin, dass Vertreter des VLAB in Interviews den menschengemachten Klimawandel bestritten haben.
Jürgen Holl, der Geschäftsführer der Kreisgruppe Neustadt/Waldnaab des Bund Naturschutz in Bayern, und Ali Daniel Zant von der Weidener Greenpeace-Ortsgruppe sehen die Anerkennung des VLAB als Umwelt- und Naturschutzverein kritisch. Der Verein sei in erster Linie gegründet worden, um Windkraftanlagen zu verhindern:

„Mit Umweltschutz hat der VLAB nämlich überhaupt gar nichts am Hut. Unter dem Deckmantel des Artenschutzes verbirgt sich ein Verein, der in erster Linie Windkraftanlagen verhindern will.“

Auch die Grüne Liga Brandenburg distanzierte sich im Februar 2020 vom VLAB und erklärte, sie hätten keine Gemeinsamkeiten mit „Verbände[n], die den menschengemachten Klimawandel leugnen oder sich für Kohle- oder Atomstrom aussprechen“.
Kritiker, etwa von Greenpeace, werfen dem Verein vor, zahlreiche Klagen gegen Windkraftanlagen zu finanzieren, ohne offenzulegen, woher er die dafür benötigten recht erheblichen Finanzmittel erhält. Der Vereinsvorsitzende Johannes Bradtka sagte auf Presseanfragen, dass sein Verein sich aus datenschutzrechtlichen Gründen prinzipiell nicht zu Mitgliedern und deren Beiträgen oder möglichen anderen Geldgebern äußere.